# Белобржек, Носин Шиевич
Носин Шиевич Белобржек (10 [23] декабря 1909 — не ранее 1977) — советский спортсмен, игравший в хоккей с шайбой и хоккей с мячом на позиции вратаря.

## Биография
С начала 1930-х представлял Архангельск на Всесоюзных соревнованиях по хоккею с мячом, входил в тройку сильнейших вратарей страны.
В июне 1942 года был призван в РККА, воевал в составе Воронежского фронта. Награждён орденами Красного Знамени (13 ноября 1943), Отечественной войны I степени (22 июля 1944), Отечественной войны II степени (14 июня 1945), Красной Звезды (29 августа 1943), медалью «За победу над Германией в Великой Отечественной войне 1941—1945 гг.» (16 ноября 1945).
Провёл все шесть матчей в составе архангельского «Водника» в первом чемпионате СССР по хоккею с шайбой 1946/1947.
Отыграл шесть сезонов за «Водник» в чемпионате СССР по хоккею с мячом. После завершения спортивной карьеры судил матчи чемпионата.